# Düsseldorfer Turn- und Sportverein Fortuna 1895 1982-1983
Questa voce raccoglie le informazioni riguardanti il Düsseldorfer Turn- und Sportverein Fortuna 1895 nelle competizioni ufficiali della stagione 1982-1983.

## Stagione
Nella stagione 1982-1983 il Fortuna Düsseldorf, allenato da Jörg Berger e Willibert Kremer, concluse il campionato di Bundesliga al 9º posto. In Coppa di Germania il Fortuna Düsseldorf fu eliminato al secondo turno dallo Stoccarda.

## Rosa
| N. |                     | Ruolo | Calciatore         |
| -- | ------------------- | ----- | ------------------ |
|    | Germania (bandiera) | P     | Oliver Bücher      |
|    | Polonia (bandiera)  | P     | Jacek Jarecki      |
|    | Germania (bandiera) | P     | Wolfgang Kleff     |
|    | Germania (bandiera) | P     | Frank Kurth        |
|    | Germania (bandiera) | D     | Manfred Bockenfeld |
|    | Germania (bandiera) | D     | Holger Fach        |
|    | Germania (bandiera) | D     | Günter Kuczinski   |
|    | Germania (bandiera) | D     | Peter Löhr         |
|    | Germania (bandiera) | D     | Amand Theis        |
|    | Germania (bandiera) | C     | Rudolf Bommer      |
|    | Germania (bandiera) | C     | Stefan Dauber      |

| N. |                                 | Ruolo | Calciatore      |
| -- | ------------------------------- | ----- | --------------- |
|    | Germania (bandiera)             | C     | Ralf Dusend     |
|    | Islanda (bandiera)              | C     | Pétur Ormslev   |
|    | Germania (bandiera)             | C     | Josef Weikl     |
|    | Germania (bandiera)             | C     | Gerd Zewe       |
|    | Islanda (bandiera)              | A     | Atli Eðvaldsson |
|    | Germania (bandiera)             | A     | Rudi Gores      |
|    | Bosnia ed Erzegovina (bandiera) | A     | Demir Hotić     |
|    | Germania (bandiera)             | A     | Ludger Kanders  |
|    | Germania (bandiera)             | A     | Günter Thiele   |
|    | Germania (bandiera)             | A     | Rüdiger Wenzel  |

## Organigramma societario
Area tecnica
- Allenatore: Willibert Kremer
- Allenatore in seconda:
- Preparatore dei portieri:
- Preparatori atletici:

## Calciomercato

### Sessione estiva
| Acquisti | Acquisti       | Acquisti            | Acquisti |
| R.       | Nome           | da                  | Modalità |
| -------- | -------------- | ------------------- | -------- |
| A        | Rudi Gores     | Duisburg            |          |
| P        | Jacek Jarecki  | Śląsk Breslavia     |          |
| P        | Wolfgang Kleff | Borussia M'gladbach |          |

| Cessioni | Cessioni      | Cessioni       | Cessioni |
| R.       | Nome          | a              | Modalità |
| -------- | ------------- | -------------- | -------- |
| A        | Thomas Allofs | Kaiserslautern |          |
| C        | Joachim Hutka | Winterslag     |          |

### Sessione invernale
| Acquisti | Acquisti | Acquisti | Acquisti |
| R.       | Nome     | da       | Modalità |
| -------- | -------- | -------- | -------- |

| Cessioni | Cessioni | Cessioni | Cessioni |
| R.       | Nome     | a        | Modalità |
| -------- | -------- | -------- | -------- |

## Risultati

### Bundesliga

#### Girone di andata
| Arbitro: | Walz |

|                               |           |  |
| Wenzel 40’ (rig.), 74’ (rig.) | Marcatori |  |

| Arbitro: | Umbach |

|                     |           |  |
| Breitner 74’ (rig.) | Marcatori |  |

| Arbitro: | Hontheim |

|  |           |                                                                  |
|  | Marcatori | 37’ Magath 38’ Hartwig 43’ Wehmeyer 57’ Milewski 78’, 90’ Hansen |

| Arbitro: | Gabor |

|                                                             |           |  |
| Matthäus 34’ Hannes 37’ (rig.) Mill 46’ Wuttke 48’ Rahn 83’ | Marcatori |  |

| Arbitro: | Barnick |

|          |           |              |
| Fach 47’ | Marcatori | 61’ Allgöwer |

| Arbitro: | Brückner |

|                   |           |           |
| Remark 58’ (rig.) | Marcatori | 18’ Weikl |

| Arbitro: | Engel |

|                          |           |                                                                           |
| Eðvaldsson 7’ Wenzel 41’ | Marcatori | 39’ Littbarski 47’ Allofs 69’ Steiner 80’ Fischer 84’ Šljivo 90’ Hartmann |

| Arbitro: | Walz |

|                                |           |           |
| Allofs 42’ Eilenfeldt 72’, 84’ | Marcatori | 4’ Bommer |

| Arbitro: | Ermer |

|                           |           |                              |
| Thiele 82’ Eðvaldsson 87’ | Marcatori | 17’, 85’ Keser 59’ Abramczik |

| Arbitro: | Osmers |

|                                        |           |                                    |
| Dietz 9’ Bittcher 15’ Theis 59’ (aut.) | Marcatori | 24’ Zewe 71’ Bommer 89’ Eðvaldsson |

| Arbitro: | Horeis |

|                                          |           |           |
| Eðvaldsson 13’ Wenzel 83’ Bockenfeld 88’ | Marcatori | 9’ Dreßel |

| Arbitro: | Niebergall |

|                         |           |                           |
| Völler 40’ Siegmann 90’ | Marcatori | 16’ Wenzel 90’ Eðvaldsson |

| Arbitro: | Theobald |

|                         |           |            |
| Studzizba 35’ Bruns 37’ | Marcatori | 74’ Dusend |

| Arbitro: | Föckler |

|                                                   |           |                                      |
| Eðvaldsson 24’ Dusend 40’ Bockenfeld 74’ Fach 79’ | Marcatori | 43’ Hofeditz 54’ Hagmayr 87’ Günther |

| Arbitro: | Uhlig |

|                        |           |                                    |
| Vöge 6’, 45’ Röber 90’ | Marcatori | 14’ Bockenfeld 21’, 74’ Eðvaldsson |

| Arbitro: | Klauser |

|                            |           |  |
| Dusend 73’ Pohl 75’ (aut.) | Marcatori |  |

| Arbitro: | Roth |

|                       |           |                 |
| Körbel 57’ Müller 84’ | Marcatori | 38’, 71’ Wenzel |

#### Girone di ritorno
| Arbitro: | Stäglich |

|                                 |           |           |
| Pater 56’ Patzke 71’ Lameck 83’ | Marcatori | 63’ Weikl |

| Arbitro: | Dellwing |

|                                     |           |                                                                       |
| Theis 42’ Dusend 60’ Bockenfeld 67’ | Marcatori | 24’ Kraus 32’ Rummenigge 66’ (rig.) Grobe 77’ Dürnberger 81’ Dremmler |

| Arbitro: | Walz |

|                              |           |  |
| von Heesen 8’ Hieronymus 74’ | Marcatori |  |

| Arbitro: | Wahmann |

|                              |           |             |
| Eðvaldsson 4’ Bockenfeld 77’ | Marcatori | 85’ Ringels |

| Arbitro: | Brehm |

|           |           |            |
| Kempe 41’ | Marcatori | 36’ Dusend |

| Arbitro: | Schmidhuber |

|          |           |               |
| Fach 66’ | Marcatori | 47’ Killmaier |

| Arbitro: | Messmer |

|                                                 |           |  |
| Allofs 5’ Littbarski 21’, 45’ (rig.) Engels 77’ | Marcatori |  |

| Arbitro: | Redelfs |

|                           |           |           |
| Bommer 43’ Eðvaldsson 81’ | Marcatori | 8’ Hübner |

| Arbitro: | Osmers |

|                 |           |                           |
| Burgsmüller 49’ | Marcatori | 70’ Dusend 86’ Eðvaldsson |

| Arbitro: | Neuner |

|                            |           |              |
| Bommer 32’, 90’ Dusend 43’ | Marcatori | 31’ Bittcher |

| Arbitro: | Föckler |

|                                    |           |                |
| Dreßel 10’ Reinhardt 32’ Trunk 61’ | Marcatori | 73’ Eðvaldsson |

| Arbitro: | Brehm |

|               |           |                                            |
| Fach 50’, 79’ | Marcatori | 12’, 42’, 63’ Völler 45’ Gruber 83’ Bracht |

| Arbitro: | Tritschler |

|                                                    |           |  |
| Ormslev 40’ Fach 50’ Eðvaldsson 52’, 87’ Gores 90’ | Marcatori |  |

| Arbitro: | Klauser |

|                      |           |                |
| Groß 51’ Günther 77’ | Marcatori | 50’ Bockenfeld |

| Arbitro: | Theobald |

|                                                |           |  |
| Eðvaldsson 19’ Dusend 41’ Theis 55’ Thiele 77’ | Marcatori |  |

| Arbitro: | Wippker |

|                |           |                |
| Geils 11’, 83’ | Marcatori | 58’ Eðvaldsson |

| Arbitro: | Föckler |

|                                          |           |              |
| Eðvaldsson 3’, 10’, 36’, 54’, 82’ (rig.) | Marcatori | 45’ Berthold |

### Coppa di Germania
| Arbitro: | Clajus |

|          |           |                                     |
| Bein 42’ | Marcatori | 13’ Eðvaldsson 92’ Weikl 95’ Thiele |

| Arbitro: | Eschweiler |

|  |           |                    |
|  | Marcatori | 25’ Kelsch 89’ Six |

## Statistiche

### Statistiche di squadra
| Competizione      | Punti | In casa | In casa | In casa | In casa | In casa | In casa | In trasferta | In trasferta | In trasferta | In trasferta | In trasferta | In trasferta | Totale | Totale | Totale | Totale | Totale | Totale | DR  |
| Competizione      | Punti | G       | V       | N       | P       | Gf      | Gs      | G            | V            | N            | P            | Gf           | Gs           | G      | V      | N      | P      | Gf     | Gs     | DR  |
| ----------------- | ----- | ------- | ------- | ------- | ------- | ------- | ------- | ------------ | ------------ | ------------ | ------------ | ------------ | ------------ | ------ | ------ | ------ | ------ | ------ | ------ | --- |
| Bundesliga        | 30    | 17      | 10      | 2       | 5       | 43      | 35      | 17           | 1            | 6            | 10           | 20           | 40           | 34     | 11     | 8      | 15     | 63     | 75     | -12 |
| Coppa di Germania | -     | 1       | 0       | 0       | 1       | 0       | 2       | 1            | 1            | 0            | 0            | 3            | 1            | 2      | 1      | 0      | 1      | 3      | 3      | 0   |
| Totale            | 30    | 18      | 10      | 2       | 6       | 43      | 37      | 18           | 2            | 6            | 10           | 23           | 41           | 36     | 12     | 8      | 16     | 66     | 78     | -12 |

### Andamento in campionato
| Giornata  | 1 | 2  | 3  | 4  | 5  | 6  | 7  | 8  | 9  | 10 | 11 | 12 | 13 | 14 | 15 | 16 | 17 | 18 | 19 | 20 | 21 | 22 | 23 | 24 | 25 | 26 | 27 | 28 | 29 | 30 | 31 | 32 | 33 | 34 |
| --------- | - | -- | -- | -- | -- | -- | -- | -- | -- | -- | -- | -- | -- | -- | -- | -- | -- | -- | -- | -- | -- | -- | -- | -- | -- | -- | -- | -- | -- | -- | -- | -- | -- | -- |
| Luogo     | C | T  | C  | T  | C  | T  | C  | T  | C  | T  | C  | T  | T  | C  | T  | C  | T  | T  | C  | T  | C  | T  | C  | T  | C  | T  | C  | T  | C  | C  | T  | C  | T  | C  |
| Risultato | V | P  | P  | P  | N  | N  | P  | P  | P  | N  | V  | N  | P  | V  | N  | V  | N  | P  | P  | P  | V  | N  | N  | P  | V  | V  | V  | P  | P  | V  | P  | V  | P  | V  |
| Posizione | 2 | 10 | 15 | 16 | 16 | 14 | 16 | 16 | 18 | 17 | 16 | 16 | 17 | 14 | 16 | 13 | 11 | 14 | 14 | 14 | 13 | 13 | 13 | 14 | 13 | 12 | 9  | 11 | 13 | 9  | 11 | 9  | 11 | 9  |

Legenda:

Luogo: C = Casa; T = Trasferta. Risultato: V = Vittoria; N = Pareggio; P = Sconfitta.

### Statistiche dei giocatori
| Giocatore     | Bundesliga | Bundesliga | Bundesliga  | Bundesliga | Coppa di Germania | Coppa di Germania | Coppa di Germania | Coppa di Germania | Totale   | Totale | Totale      | Totale     |
| Giocatore     | Presenze   | Reti       | Ammonizioni | Espulsioni | Presenze          | Reti              | Ammonizioni       | Espulsioni        | Presenze | Reti   | Ammonizioni | Espulsioni |
| ------------- | ---------- | ---------- | ----------- | ---------- | ----------------- | ----------------- | ----------------- | ----------------- | -------- | ------ | ----------- | ---------- |
| M. Bockenfeld | 28         | 6          | 2           | 0          | 0                 | 0                 | 0                 | 0                 | 28       | 6      | 2           | 0          |
| R. Bommer     | 32         | 5          | 4           | 0          | 2                 | 0                 | 0                 | 0                 | 34       | 5      | 4           | 0          |
| O. Bücher     | 1          | 0          | 0           | 0          | 0                 | 0                 | 0                 | 0                 | 1        | 0      | 0           | 0          |
| S. Dauber     | 3          | 0          | 1           | 0          | 0                 | 0                 | 0                 | 0                 | 3        | 0      | 1           | 0          |
| R. Dusend     | 34         | 8          | 2           | 0          | 2                 | 0                 | 0                 | 0                 | 36       | 8      | 2           | 0          |
| A. Eðvaldsson | 34         | 21         | 3           | 0          | 2                 | 1                 | 0                 | 0                 | 36       | 22     | 3           | 0          |
| H. Fach       | 28         | 6          | 3           | 0          | 1                 | 0                 | 0                 | 0                 | 29       | 6      | 3           | 0          |
| R. Gores      | 15         | 1          | 2           | 0          | 2                 | 0                 | 0                 | 0                 | 17       | 1      | 2           | 0          |
| D. Hotić      | 0          | 0          | 0           | 0          | 0                 | 0                 | 0                 | 0                 | 0        | 0      | 0           | 0          |
| J. Jarecki    | 0          | 0          | 0           | 0          | 0                 | 0                 | 0                 | 0                 | 0        | 0      | 0           | 0          |
| L. Kanders    | 8          | 0          | 0           | 0          | 1                 | 0                 | 0                 | 0                 | 9        | 0      | 0           | 0          |
| W. Kleff      | 31         | 0          | 0           | 0          | 2                 | 0                 | 0                 | 0                 | 33       | 0      | 0           | 0          |
| G. Kuczinski  | 29         | 0          | 3           | 0          | 2                 | 0                 | 0                 | 0                 | 31       | 0      | 3           | 0          |
| F. Kurth      | 3          | 0          | 0           | 0          | 0                 | 0                 | 0                 | 0                 | 3        | 0      | 0           | 0          |
| P. Löhr       | 20         | 0          | 3           | 0          | 2                 | 0                 | 0                 | 0                 | 22       | 0      | 3           | 0          |
| P. Ormslev    | 9          | 1          | 1           | 0          | 1                 | 0                 | 0                 | 0                 | 10       | 1      | 1           | 0          |
| A. Theis      | 29         | 2          | 4           | 0          | 2                 | 0                 | 1                 | 0                 | 31       | 2      | 5           | 0          |
| G. Thiele     | 13         | 2          | 0           | 0          | 2                 | 1                 | 0                 | 0                 | 15       | 3      | 0           | 0          |
| J. Weikl      | 34         | 2          | 3           | 0          | 2                 | 1                 | 0                 | 0                 | 36       | 3      | 3           | 0          |
| R. Wenzel     | 27         | 7          | 5           | 0          | 2                 | 0                 | 1                 | 1                 | 29       | 7      | 6           | 1          |
| G. Zewe       | 34         | 1          | 1           | 0          | 1                 | 0                 | 0                 | 0                 | 35       | 1      | 1           | 0          |